# 西沃羅吉 (佩列梅什利亞內區)
49°41′59″N 24°32′51″E / 49.69972°N 24.54750°E
西沃羅吉（烏克蘭語：Сивороги），是烏克蘭西部的村莊，隸屬利維夫州的利維夫區。該村面積1.41平方公里，海拔高度315米，2001年人口125，人口密度每平方公里88.65人。